# La por
La por (títol original en italià: La paura; títol en alemany: Angst) és una pel·lícula germano-italiana dirigida per Roberto Rossellini, estrenada el 1954. La por és el darrer film rodat junts per Ingrid Bergman i Roberto Rossellini.
Ha estat doblada al català.

## Argument[2]
Una dona casada que té un amant rep amenaces d'una jove que li demana que confessi la seva infidelitat al seu marit. El que ella no sap és que el xantatge és un ardit del seu espòs.

## Repartiment
- Ingrid Bergman: Irene Wagner
- Mathias Wieman: Professor Albert Wagner
- Renate Mannhardt: Luisa Vidor, àlias Johann Schultze
- Kurt Kreuger: Erich Baumann
- Elise Aulinger: Dona de fer feines
- Edith Schultze-Westrum
- Steffi Stroux
- Annelore Wied
- Rolf Deininger
- Albert Herz
- Klaus Kinski: Artista
- Klara Kraft
- Jürgen Micksch
- Gabriele Seitz: Bubi Wagner
- Elisabeth Wischert: Mady

## Al voltant de la pel·lícula
| «                   | Mai cap pel·lícula no va ser menys perfilada que aquesta, executada en menys de trenta dies per un cineasta ansiós, incisiu, carnal, impacient i preocupat per captar la vida en la seva font, la justa expressió d'una actriu en la primera presa d'un pla i qui enveja en el cinema d'actualitats i de reportatge la seva espontaneïtat verdadera i la seva fulgurant veritat. | » |
| — François Truffaut | |   |